# Phanerotoma modesta
Phanerotoma modesta är en stekelart som beskrevs av Masi 1944. Phanerotoma modesta ingår i släktet Phanerotoma och familjen bracksteklar. Inga underarter finns listade i Catalogue of Life.